# Leongino Unzain
Leongino Unzain (16 maja 1925 w Guarambaré, zm. 23 marca 1990) – piłkarz paragwajski, napastnik (lewoskrzydłowy). Później trener. Wzrost 166 cm, waga 69 kg. Można także spotkać się z odmienną pisownią nazwiska – Unzaim.
Urodzony w Guarabaré Unzain grał początkowo w klubach paragwajskich – Club Nacional, Cerro Porteño i Club Olimpia.
Jako piłkarz klubu Club Olimpia był w kadrze reprezentacji podczas finałów mistrzostw świata w 1950 roku, gdzie Paragwaj odpadł w fazie grupowej. Unzain zagrał w obu meczach – ze Szwecją i Włochami.
Po mistrzostwach Unzain przeniósł się do Europy, gdzie najpierw grał we włoskim klubie S.S. Lazio, a następnie we Francji – w klubach SC Toulon, Girondins Bordeaux, AS Béziers, FC Rouen i Grenoble Foot 38. Otworzył drogę do Europy dla licznej rzeszy piłkarzy z Paragwaju.
Unzain nigdy nie wziął udziału w turnieju Copa América.
Po zakończeniu kariery został trenerem piłkarskim.